# 4 aprile
Il 4 aprile è il 94º giorno del calendario gregoriano (il 95º negli anni bisestili). Mancano 271 giorni alla fine dell'anno.

## Eventi
- 503 a.C. - Al Console di Roma Menenio Agrippa, che anni dopo con il suo Apologo medierà fra le classi sociali romane durante la secessione della plebe sul Monte Sacro, viene tributato un trionfo per la vittoria militare su Aurunci e Sabini ad Eretum e a Pometia
- 1081 - Alessio Comneno diventa imperatore bizantino dopo l'abdicazione di Niceforo III
- 1268 - Concluso un trattato di pace quinquennale bizantino-veneziano: Costantinopoli riconosce il dominio veneziano ottenuto nella Quarta crociata su Creta, sul Peloponneso, su Eubea e sui porti della Tracia, mentre Venezia s'impegna a non supportare con la flotta il re di Sicilia Carlo I d'Angiò in caso di guerra di quest'ultimo contro Costantinopoli.
- 1340 - Reconquista: vittoria cruciale di Alfonso XI di Castiglia sui musulmani Merinidi nella battaglia di Tarifa
- 1423 - Muore il doge veneziano Tommaso Mocenigo, sotto il cui dogato furono conseguite vittorie sul Regno d'Ungheria e poi sui Turchi ottomani (battaglia navale di Gallipoli)
- 1581 - Francis Drake viene nominato baronetto per essere stato il primo inglese a completare la circumnavigazione del mondo
- 1660 - Carlo II Stuart rilascia la dichiarazione di Breda, spianando la strada per la sua incoronazione a re d’Inghilterra.
- 1818 - Su proposta del capitano Samuel Reid, il Congresso stabilisce che la bandiera degli Stati Uniti d'America dovrà aggiungere una stella per ogni nuovo stato dell'Unione mantenendo le strisce a 13.
- 1841 - Il presidente USA William Henry Harrison muore di polmonite a un mese dall'elezione; sarà il capo di Stato statunitense a ricoprire la carica per il minore lasso di tempo
- 1850 - Viene fondata la città di Los Angeles, California
- 1877 - Al Teatro Apollo di Roma si mette in scena l'opera lirica Mefistofele di Arrigo Boito, grande successo dopo il clamoroso fiasco del 5 marzo a Milano
- 1887 - Ad Argonia, Kansas, Susanna Madora Salter è la prima donna sindaco eletta negli USA
- 1905 - Terremoto in India, vicino a Kangra, in cui muoiono circa 19000 persone
- 1920 - Russia: quasi al termine della guerra civile fra l'Armata Rossa creata da Lev Trotsky e le varie armate bianche controrivoluzionarie, il generale bianco Anton Ivanovič Denikin cede il comando all'ammiraglio Pëtr Nikolaevič Vrangel'; di lì a poco l'Armata Bianca soccomberà a quella Rossa
- 1939 - Faisal diviene re dell'Iraq
- 1944 - Nel campo di detenzione di polizia e di transito della Risiera di San Sabba a Trieste entra in funzione il forno crematorio
- 1945 - Ha inizio la Rivolta georgiana di Texel
- 1949 - Dodici nazioni firmano il Patto Atlantico che dà vita alla NATO
- 1960 - Indipendenza del Senegal
- 1964 - Tutti i primi cinque posti della Billboard Singles Chart degli USA sono occupate da canzoni dei Beatles.
- 1966 - Dakar: il presidente senegalese Léopold Sédar Senghor dà il via al primo Festival mondiale delle arti negre
- 1968
  - Uccisione di Martin Luther King Jr.
  - Programma Apollo: la NASA lancia l'Apollo 6
- 1969 - Il medico Denton Cooley impianta il primo cuore artificiale temporaneo
- 1973 - Si inaugura a New York il World Trade Center (WTC), noto per le sue Torri Gemelle progettate da Minoru Yamasaki e primo World Trade Center della storia
- 1975
  - Bill Gates e Paul Allen fondano ad Albuquerque la Microsoft
  - Un aereo militare USA precipita subito dopo il decollo nei pressi di Saigon, Vietnam del Sud: trasportava orfani di guerra, 138 morti
- 1976 - Il principe Norodom Sihanouk abdica da re della Cambogia e viene posto agli arresti domiciliari
- 1979 - Il presidente pakistano Zulfiqar Ali Bhutto viene giustiziato
- 1980 - Papa Giovanni Paolo II confessa 40 fedeli nella Basilica di San Pietro a Roma: è la prima volta che accade
- 1983 - La navicella orbitante Space Shuttle Challenger viaggia nello spazio: esploderà meno di tre anni dopo, il 28 gennaio 1986
- 1984
  - Il presidente degli Stati Uniti Ronald Reagan lancia un appello perché siano bandite a livello internazionale le armi chimiche
  - In questo giorno Winston Smith, protagonista del libro 1984 di George Orwell, incomincia a scrivere il suo diario segreto
- 1990 - Belgio: per ragioni di coscienza, re Baldovino rifiuta di firmare la legge sull'aborto e abdica per 48 ore allo scopo di consentire al governo di promulgare comunque la legge
- 2009 - La Francia torna a essere un membro della NATO
- 2013 - Oltre 70 persone muoiono nel crollo di un tempio a Thane in India
- 2017 - Guerra civile siriana, un raid aereo generalmente attribuito al regime di Bashar al-Assad colpisce la popolazione civile nel nord ovest della Siria con bombe di gas sarin: l'attacco chimico causa un centinaio di morti e quattrocento feriti circa, tra cui molti bambini[1]

## Nati
Ci sono circa 1 240 voci su persone nate il 4 aprile; vedi la pagina Nati il 4 aprile per un elenco descrittivo o la categoria Nati il 4 aprile per un indice alfabetico.

## Morti
Ci sono circa 570 voci su persone morte il 4 aprile; vedi la pagina Morti il 4 aprile per un elenco descrittivo o la categoria Morti il 4 aprile per un indice alfabetico.

## Feste e ricorrenze

### Civili
Internazionali:
- ONU - Giornata mondiale contro le mine[2]

Nazionali:
- Hong Kong e Taiwan - Giornata dei bambini
- Lesotho - Giornata degli eroi (dal 2002 questa festa è stata inglobata in una nuova celebrazione, la Giornata dell'Africa, che ha luogo il 25 maggio)[3]
- Senegal - Festa dell'indipendenza (dalla Francia, nel 1960)
- Turkmenistan - Una goccia d'acqua e auspicio di una Festa d'oro (si celebra la prima domenica di aprile)

### Religiose
Cristianesimo:
- Sant'Isidoro di Siviglia, vescovo e dottore della Chiesa
- Santi Agatopodo e Teodulo, martiri
- Sant'Ambrogio, vescovo (Chiesa dei vecchi cattolici e Chiesa luterana)
- San Martin Luther King, pastore protestante della Chiesa Battista statunitense (Chiesa Vetero-Cattolica e Chiesa Battista)
- San Benedetto da San Fratello (Benedetto il Moro), religioso
- San Gaetano Catanoso, fondatore delle Suore veroniche del Volto Santo
- San Pietro di Poitiers, vescovo
- San Platone di Bitinia, abate in Bitinia
- San Francisco Marto, veggente di Fatima
- Beata Aletta, madre di san Bernardo di Chiaravalle
- Beato Carlo Serreqi (Ndue), sacerdote francescano, martire
- Beato Giuseppe Benedetto Dusmet, vescovo
- Beato Guglielmo Buccheri (Guglielmo di Noto), eremita
- Beato Tommaso da Napoli, mercedario, martire

Religione romana antica e moderna:
- Ludi Megalesi, prima giornata